# Sacha Walckhoff
Sacha Walckhoff (né en 1962) est un designer, directeur de la création de  Christian Lacroix Maison  depuis janvier 2010.

## Biographie
Né en France en 1962, Sacha Walckhoff grandit en Suisse où il passe toute son enfance. En  1981, il intègre l’École des Arts et Techniques de la Mode de Barcelone.
En janvier 1984, Sacha Walckhoff commence sa carrière en tant qu’assistant studio chez Jean Rémy Daumas. Trois ans plus tard, il rencontre Elie Jacobson (Dorothée Bis) qui lui propose de dessiner les lignes de prêt-à-porter masculin L'homme bis.
En février 1992, il rejoint Michel Klein et participe à l'élaboration des différentes lignes du créateur. En août de la même année, Sacha Walckhoff fait la rencontre de Christian Lacroix. C'est le début d’une longue collaboration entre les deux hommes, dans un premier temps en tant que styliste des différentes lignes de prêt-à-porter puis, à partir de 1996, en tant que directeur du studio prêt-à-porter.
En 2000, Sacha Walckhoff s’installe à son compte et intervient en tant que consultant pour les marques Kenzo, Jean-Claude Jitrois et Christian Lacroix. À la demande de Christian Lacroix, Sacha Walckhoff réintègre l'entreprise à plein temps en 2002 et devient alors son « bras droit ».
En janvier 2010, après le départ de son fondateur et la restructuration a minima de l'entreprise pour échapper à la faillite, Sacha Walckhoff est nommé directeur de la création de la marque Christian Lacroix.
Depuis sa nomination à la tête de la direction artistique et la suspension des lignes de prêt-à-porter féminin et de haute couture, Sacha Walckhoff redéveloppe les lignes restantes et perpétue l’esprit de la maison au travers des collections masculines et d'accessoires féminins. Il est également à l'origine de la création du département « life style » de la marque, aujourd'hui très active au travers de ses collections d'art de la table ( Vista Alegre ) de papiers peints, de tissus ( Designers Guild ) ,d'accessoires pour la maison ( MOOOI ) et de mobilier ( Roche Bobois )
Parallèlement à ses collections pour Lacroix, Sacha Walckhoff s'investit depuis peu dans la réalisation de créations personnelles.
En janvier 2014, il présente le projet « Minotaures », douze pièces de porcelaine peintes à la main, signées, numérotées et réalisées conjointement par la manufacture lusitanienne Vista Alegre et la galerie Gosserez. En octobre de la même année, il présente le projet « Furplay », trois pièces de mobilier constituées d'acier et d'astrakan réalisées par la maison Pouenat pour la galerie Gosserez et présentées au PAD de Londres et à l'exposition Private Choice de Paris.
En 2015 , Sacha Walckhoff présente à Paris et à Milan la collection « Reverso », une proposition de verres et de vases soufflés bouche et réalisés en Bohème par la manufacture Verreum et distribuée worldwide .
Pour Verreum encore , il dessine un vase monumental nommé « Nelumbo » et présenté à la galerie Saatchi de Londres .
Pour la compagnie Britannique « Savoir Beds », il dessine un lit - bibliothèque , le « B- Bed », pièce d'exception travaillée à l'unisson des codes de la Couture et du Design .
En 2016 , après une avant première à la Dubaï Design week , il présente à Paris la collection « One to Three », une suite de trois tabourets de verre métallisés créés pour la manufacture Verreum .
Pour la société « 1956 by Taiping », il imagine la collection « Correspondance », un important ensemble de modèles de moquettes et de tapis. Toujours en 2016, il présente son troisième projet pour la galerie Gosserez, « Métamorformes », une collection constituée de quatre totems monumentaux en verre soufflé et métallisé. Cette collection est présentée au Pavillon des Arts  ( PAD ), la foire internationale et annuelle de Design contemporain[Quoi ?] de Paris 2016 .